# Reuniões e documentos ecumênicos sobre Maria
Reuniões e documentos ecumênicos sobre Maria, envolvendo comissões ecumênicas e grupos de trabalho, analisaram o status da Mariologia nas igrejas católica romana, ortodoxa, luterana e anglicana.

## Reuniões ecumênicas com a Ortodoxia Oriental

### Vistas marianas
As igrejas católica romana e ortodoxa oriental acreditam em Maria tendo um papel contínuo dentro da igreja e na vida de todos os cristãos. O foco está em Maria como uma pessoa viva - ou seja, atualmente no céu - que pode ouvir orações proferidas na Terra e interceder nos reinos celestiais a seu Filho Jesus, em nome da humanidade.

### Diálogo ecumênico

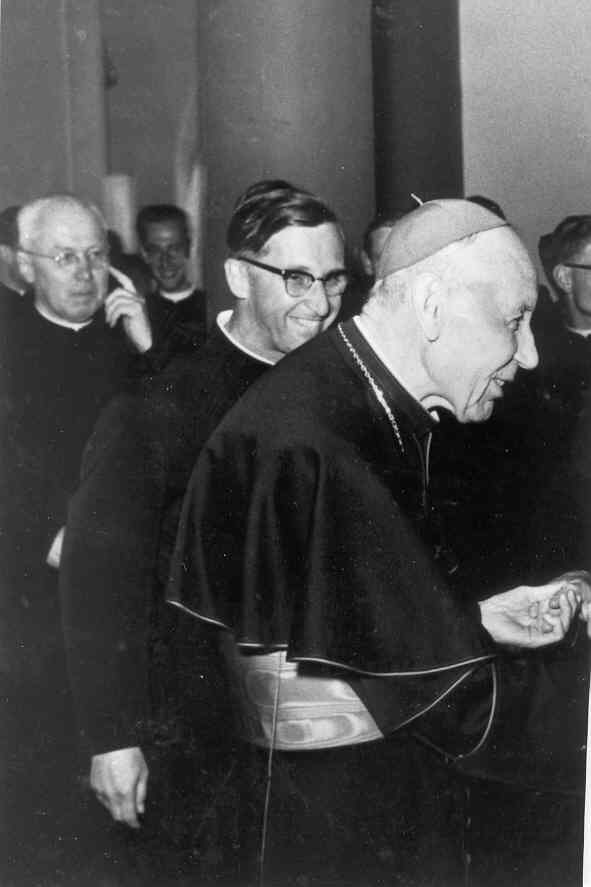
O cardeal Augustin Bea, creditado com avanços ecumênicos durante o Concílio Vaticano II, foi o primeiro presidente do Secretariado para a Promoção da Unidade dos Cristãos, que em 1960 convidou os primeiros diálogos ecumênicos com a Igreja Católica.

A mariologia não está no centro das discussões ecumênicas católico-ortodoxas. Católicos e ortodoxos, embora muito próximos uns dos outros na fé, têm dificuldades em se entender cultural e mentalmente. No Oriente, existe uma cultura altamente desenvolvida, mas que não possui nem a separação ocidental entre Igreja e Estado nem o Iluminismo moderno, e talvez seja marcada principalmente pela perseguição dos cristãos sob o comunismo.
Diálogos de resultados positivos foram visitas recíprocas e correspondência regular entre o Papa e os Patriarcas, contatos freqüentes no nível da igreja local e - importante para as Igrejas orientais fortemente monásticas - no nível dos mosteiros. Várias reuniões entre papas e patriarcas ocorreram desde o Concílio Vaticano. Na Declaração Comum do Papa João Paulo II e do Patriarca Ecumênico Sua Santidade Bartolomeu I (1º de julho de 2004), eles concordam que, na busca da plena comunhão, seria irreal não esperar obstáculos de vários tipos. Eles identificam doutrina, mas principalmente o condicionamento de uma história conturbada. Novos problemas surgiram das mudanças radicais no Oriente. O diálogo ficou mais e não menos difícil após a queda do comunismo. A Comissão Internacional Conjunta para o Diálogo Teológico entre a Igreja Católica e todas as Igrejas Ortodoxas produziu três entre 1980 e 1990, que mostram uma comunidade profunda na compreensão da fé, igreja e sacramentos. Mariologia e questões marianas nem sequer foram abordadas em nenhum dos documentos conjuntos, porque as diferenças mariológicas são vistas como pequenas. A única questão teológica seriamente debatida, além da cláusula "Filioque" no Credo, que ainda é motivo de separação para a maioria dos ortodoxos, é a questão do primado romano, o papel do pontífice.
No que diz respeito às relações entre a Igreja de Roma e a Igreja de Constantinopla, o papa Bento XVI e o patriarca Bartolomeu concordaram em 2007 que a memória dos antigos anátemas por séculos teve um efeito negativo nas relações entre as igrejas. Até agora, nenhuma comissão mariológica foi formada, segundo um especialista ortodoxo, porque realmente não existem grandes diferenças na própria mariologia. Os dois últimos dogmas são rejeitados por serem questões "do Patriarca Ocidental", mas não por causa do conteúdo.

## Luteranismo

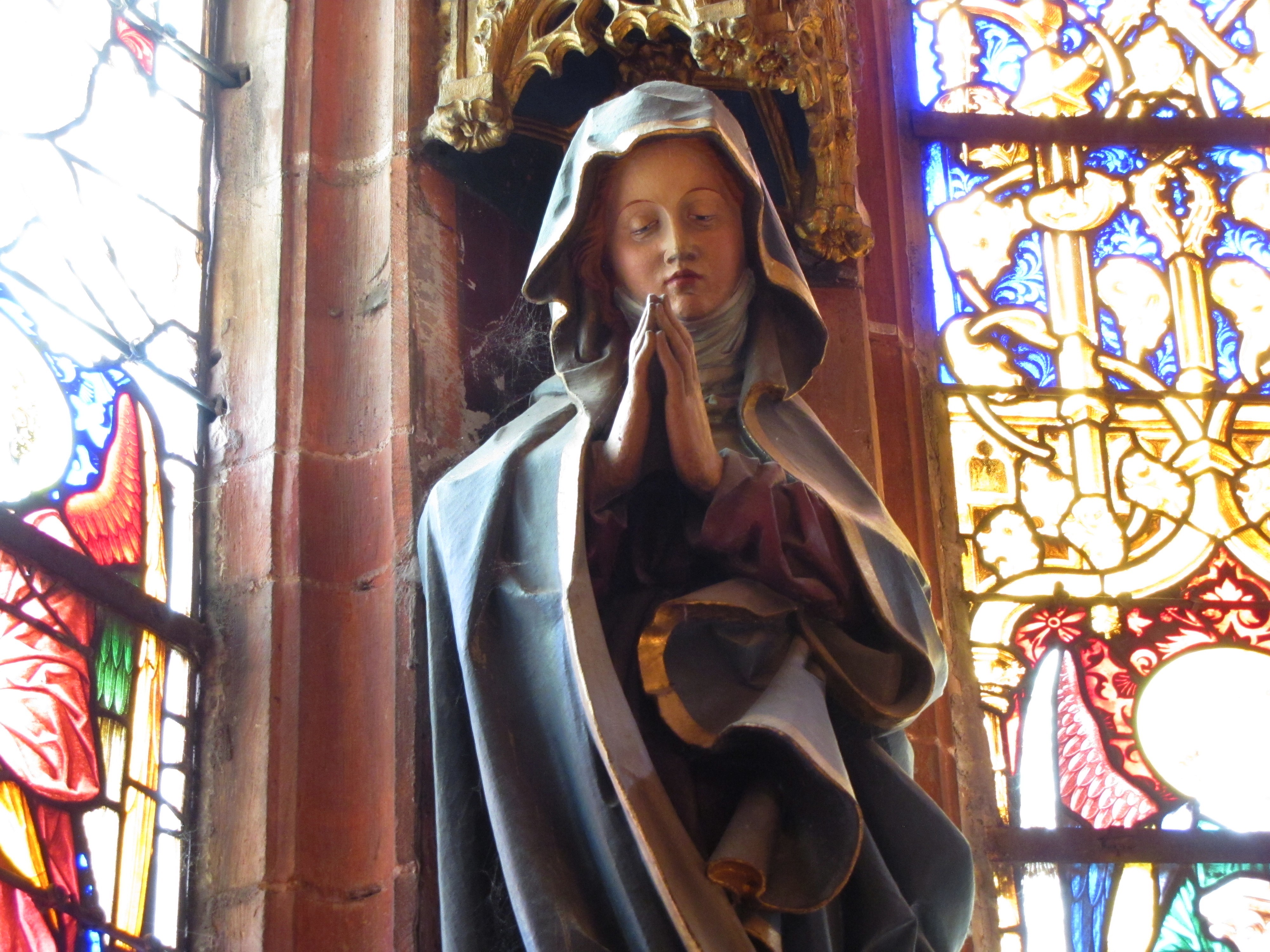
Uma estátua de Maria na igreja luterana de Saint-Pierre-le-Jeune, Estrasburgo

### Mariologia luterana
As Igrejas Luteranas, com respeito à Mariologia Luterana, ensinam as doutrinas dos Theotokos e do nascimento virginal, como resumido na Fórmula da Concórdia na Declaração Sólida, Artigo VIII.24:
Por causa desta pessoa união e comunhão da natureza, Maria, a mais abençoada virgem, não concebeu um mero ser humano comum, mas um ser humano que é verdadeiramente o Filho do Deus Altíssimo, como o anjo testemunha. Ele demonstrou a sua majestade divina mesmo no ventre da sua mãe, na medida em que nasceu de uma virgem sem violar a sua virgindade. Portanto, ela é verdadeiramente a mãe de Deus e ainda assim permaneceu virgem.
Os Artigos de Esmalcalda, uma confissão de fé das Igrejas Luteranas, afirmam a doutrina da virgindade perpétua de Maria.
Martinho Lutero, o fundador da tradição teológica luterana, homenageou Maria como "a mais abençoada Mãe de Deus, a mais abençoada Virgem Maria, a Mãe de Cristo" e "a Rainha do Céu".

### Diálogo luterano-católico
O diálogo luterano-católico romano começou na década de 1960 e resultou em vários relatórios de cobertura antes de o grupo discutir a mariologia. Os primeiros diálogos entre as igrejas luterana e católica tratavam do status do credo niceno como dogma da igreja; Um batismo para remissão de pecados; e A Eucaristia como sacrifício).
* Igreja como Koinonia: suas estruturas e ministérios é o relatório final da décima rodada do diálogo católico-luterano-romano.
- A justificação pela fé através da graça foi preparada pela Igreja Luterana Evangélica no Canadá e pela Conferência Canadense dos Bispos Católicos.
- Declaração Conjunta sobre a Doutrina da Justificação (JDDJ) - Esta declaração comum oficial da Federação Luterana Mundial e da Igreja Católica é o resultado de décadas de diálogo sobre uma visão luterana chave.
- Condenações do século XVI sobre justificação: elas ainda se aplicam hoje?
- Justificação pela fé: as condenações do século XVI ainda se aplicam? (Editado por Karl Lehmann, Michael Root e William G. Rusch) - Este texto discute a proposta entre as igrejas luterana e católica romana de que as condenações mútuas feitas no século XVI não se aplicam mais hoje.
- Unidade das igrejas: uma possibilidade real - Oito teses explorando as realizações dos diálogos ecumênicos, particularmente aqueles entre luteranos e católicos. De particular interesse: o texto trata do reconhecimento mútuo do ministério ordenado e do problema de ensinar autoridade manifestada na "infalibilidade" do papado.
- Busca Luterana-Católica por Unidade Visível: Um documento preparado pelo Comitê de Coordenação Luterana-Católica Romana descrevendo as esperanças de uma reconciliação total. Um resumo das discussões e conclusões teológicas trazidas pelo diálogo.
- A declaração comum sobre justificação pela fé: a declaração comum resultante do diálogo luterano-católico romano dos EUA VII; um consenso fundamental sobre o Evangelho. Inclui o histórico da questão, reflexão e interpretação e perspectivas de reconstrução.
- O primado papal e a igreja universal: luteranos e católicos no diálogo V - Esse diálogo se concentrou na principal questão teológica do primado do papa. Apresenta os antecedentes, o significado e as implicações futuras da Declaração Comum sobre o primado papal, desenvolvida pelo painel de diálogo católico-luterano.
- Autoridade de Ensino e Infalibilidade na Igreja: Luteranos e Católicos no Diálogo VI - Ensaios baseados nos fundamentos estabelecidos pelo diálogo V exploram o contexto bíblico, histórico e teológico que cerca as suposições tradicionais e as interpretações teológicas sobre a infalibilidade papal e a autoridade de ensino da igreja.
- Escritura e tradição: luteranos e católicos no diálogo IX: detalha a jornada do diálogo através da questão da autoridade e do uso das escrituras e tradição através da discussão das principais diferenças teológicas e históricas entre os dois corpos.

### Diálogo mariológico
O único mediador, os santos e Maria: luteranos e católicos no Diálogo VIII é o resultado de um diálogo de sete anos em torno das questões de Cristo como o único mediador, os santos e Maria. A declaração comum sobre Maria tem uma "Introdução" e duas seções principais: "Parte I: Questões e Perspectivas" e "Parte II: Fundamentos Bíblicos e Históricos".

#### Mediatrix
A questão principal para o participante luterano foi o papel de Maria como Mediadora na Igreja Católica. Os dogmas marianos da Imaculada Conceição e da Assunção,os participantes luteranos pensavam que estes não precisavam de dividir as duas igrejas desde que a única mediação de Cristo fosse salvaguardada e, num caso de maior unidade, os luteranos não seriam solicitados a aceitar estes dois dogmas. Havia a impressão de que a Mariologia do Vaticano II incluía uma forte descrição do papel mediador de Maria. Lumen gentium foi citado: "de uma maneira totalmente singular [Maria] cooperou com sua obediência, fé, esperança e caridade ardente na obra do Salvador em restaurar a vida sobrenatural às almas". "Levada para o céu, ela não deixou de lado esse ofício salvador, mas por sua intercessão múltipla continua a nos trazer os dons da salvação eterna". Enquanto Lumen gentium também afirmou que "é entendido que ele não tira nada nem acrescenta nada à dignidade e eficácia de Cristo, o único Mediador". alguns participantes luteranos questionaram se essas citações reduzem o único papel de Jesus Cristo como salvador.

## Anglicanismo

### Mariologia anglicana
A Mariologia Anglicana tem uma longa tradição e uma história rica. A piedade mariana anglicana está próxima da devoção católica romana: nunca pense em Maria, sem pensar em Deus, e nunca pense em Deus sem pensar em Maria. De uma perspectiva católica romana, a proximidade das mariologias anglicana e católica romana é ofuscada pelo fato de que os ensinamentos marianos não têm implicações doutrinárias vinculativas sobre as igrejas na comunhão anglicana.

### Diálogo ecumênico sobre Mariologia
A Comissão Internacional Católica Católica Anglicana-Romana (ARCIC) alega ter iluminado de uma nova maneira o lugar de Maria. O estudo conjunto levou à conclusão de que é impossível ser fiel às Escrituras sem dar a devida atenção à pessoa de Maria.

#### Consenso mariológico
Os acontecimentos nas comunidades anglicanas e católicas abriram caminho para uma nova recepção do lugar de Maria na fé e na vida da Igreja. Foi alcançado consenso sobre o papel de Maria:
- O ensino de que Deus levou a bem-aventurada Virgem Maria na plenitude de sua pessoa para sua glória como consoante com as Escrituras, e somente para ser entendido à luz das Escrituras.[16]
- Que, em vista de sua vocação de ser mãe do Santo, a obra redentora de Cristo atingiu 'Maria' nas profundezas de seu ser e em seus primórdios.[17]
- Que o ensino sobre Maria nas duas definições da Assunção e da Imaculada Conceição, entendido dentro do padrão bíblico da economia de esperança e graça, pode ser considerado consoante o ensino das Escrituras e as antigas tradições comuns.[18]
- Que este acordo, quando aceito por nossas duas comunhões, colocaria as questões sobre autoridade que surgem das duas definições de 1854 e 1950 em um novo contexto ecumênico.[19]
- Que Maria tem um ministério contínuo que serve ao ministério de Cristo, nosso único mediador, que Maria e os santos orem por toda a Igreja e que a prática de pedir a Maria e aos santos que orem por nós não é uma divisão da comunhão.[20]

#### Devoções marianas
O crescimento da devoção a Maria nos séculos medievais e as controvérsias teológicas associadas a eles incluíram alguns excessos na devoção medieval tardia, e as reações contra eles pelos reformadores contribuíram para a quebra da comunhão entre nós, após o que as atitudes em relação a Maria foram divergentes. caminhos. A comissão concordou que não se pode dizer que doutrinas e devoções contrárias às Escrituras são reveladas por Deus nem como ensino da Igreja. Concordamos que a doutrina e a devoção que se concentram em Maria, incluindo reivindicações de 'revelações particulares', devem ser moderadas por normas cuidadosamente expressas que garantam o lugar único e central de Jesus Cristo na vida da Igreja, e que somente Cristo, juntamente com o Pai e o Espírito Santo, devem ser adorados na Igreja. A Comissão não esclareceu todos os problemas possíveis, mas aprofundou um entendimento comum até o ponto em que as diversidades remanescentes da prática devocional podem ser recebidas como a obra variada do Espírito entre todo o povo de Deus. Questões relativas à doutrina e à devoção a Maria não precisam mais ser vistas como uma divisão da comunhão, ou um obstáculo em um novo estágio de crescimento conjunto. A Comissão espera que, “no único Espírito pelo qual Maria foi preparada e santificada para sua vocação única, possamos participar juntos com ela e com todos os santos no interminável louvor a Deus.

### Documento conjunto anglicano - católico romano
Em 16 de maio de 2005, as igrejas católica romana e anglicana emitiram uma declaração conjunta de 43 páginas, "Maria: Graça e Esperança em Cristo" (também conhecida como Declaração de Seattle) sobre o papel da Virgem Maria no cristianismo como uma maneira de sustentar a cooperação ecumênica, apesar das diferenças em relação a outros assuntos. O documento foi divulgado em Seattle, Washington, por Alexander Brunett, o arcebispo católico local, e Peter Carnley, arcebispo anglicano de Perth, Austrália Ocidental, co-presidentes da Comissão Internacional Anglicana Romana-Católica (ARCIC).
Diz-se que o documento conjunto busca um entendimento comum para ajudar ambas as igrejas a concordar com o raciocínio teológico por trás dos dogmas católicos, apesar dos anglicanos não aceitarem a autoridade papal que os sustenta. Carnley disse que as preocupações anglicanas de que os dogmas sobre Maria não são comprováveis pelas escrituras "desapareceriam", com o documento discutindo que os anglicanos interromperiam a oposição aos ensinamentos católicos romanos da Imaculada Conceição (definida em 1854) e da Assunção de Maria (definida em 1950) como "consoante" com os ensinamentos bíblicos.